# Jeppe Tranholm-Mikkelsen
Jeppe Tranholm-Mikkelsen, né le 30 octobre 1962 à Aden, est un diplomate danois. Il a été secrétaire général du Conseil de l'Union européenne du 1er juillet 2015 au 30 avril 2022.

## Biographie
Il est né en 1962 à Aden, alors capitale de la Fédération d'Arabie du Sud (futur Yémen du Sud) d'un père missionnaire luthérien et d'une mère institutrice. Ses parents quittent le pays cette même année en raison de la guerre civile qui éclate au Yémen du Nord et rentrent au Danemark, dans le Jutland du Nord.
Jeppe Tranholm-Mikkelsen grandit au Danemark dans un milieu familial progressiste et libéral, il étudie d'abord dans une école protestante puis passe en 1990 une maîtrise universitaire ès sciences (MSc) en relations internationales à la London School of Economics de Londres. Deux ans plus tard, il obtient une maîtrise en sciences politiques à l'université d'Aarhus au Danemark.
Il commence son parcours professionnel au ministère des Affaires étrangères du Danemark en 1992 et de 1995 à 2003, il progresse au sein de la représentation danoise au sein de l'Union européenne et en devient représentant permanent adjoint auprès de l'UE avec un titre d'ambassadeur. En 2007, il devient ambassadeur auprès de la République populaire de Chine et en 2010, il est nommé représentant permanent auprès de l'UE, poste qu'il va occuper jusqu'à son accession au poste de secrétaire général du Conseil de l’Union Européenne en 2015. Le 21 avril 2015, le Conseil le nomme au poste de secrétaire général du Conseil pour la période allant du 1er juillet 2015 au 30 juin 2020. Cela fait suite à un accord intervenu lors de la réunion du Conseil européen du 19 mars 2015. Le 29 avril 2020, il est nommé pour un second mandat jusqu'au 30 juin 2025.
Surnommé le « dictionnaire de l'UE », il est un europhile convaincu, travaille beaucoup, et a une très grande connaissance des sujets liés à l'UE ; c'est également un bon diplomate, qui sait mener les négociations dans lesquelles son pays et l'UE sont impliqués. Il choisit le poste de secrétaire général du Conseil plutôt que celui d'ambassadeur du Danemark auprès des États-Unis.